# Vera Atkins
Vera Atkins (n. 16 iunie 1908, Galați, România − d. 24 iunie 2000, Hastings, Anglia) a fost o spioană engleză născută în România. Vorbea fluent limbile engleză, franceză, română și germană.
Numele ei adevărat a fost Maria Vera Rosenberg.
„Atkins” era numele de fată al mamei, refugiată din Rusia în urma pogromurilor.
Tatăl ei, Max Rosenberg, om de afaceri și bancher evreu, născut în Germania, a avut succes în România, unde a făcut avere considerabilă.
În anii 1930 acesta ajunsese să-l consilieze pe regele Carol al II-lea în chestiuni financiare.
Autorul seriei de romane James Bond, scriitorul și fostul spion Ian Fleming, care a cunoscut-o bine pe Vera, din perioada când au lucrat amândoi pentru Serviciul de Operații Speciale britanic, SOE (Special Operations Executive), s-a inspirat din personalitatea ei pentru a construi personajul Moneypenny, șefa superagentului majestății sale, celebrul 007.
Rolul Verei în SOE a fost să organizeze rezistența pe teritoriul ocupat de germani, să pună la cale acte de terorism și sabotaj împotriva mașinăriei de război germane. Oamenii ei au aruncat în aer poduri și trenuri, au cules informații. Atkins a parașutat oameni, muniție și armament, stații de emisie recepție, a pregătit „ziua Z” a debarcării în Normandia. După război a căutat spionii instruiți de ea, declarați pierduți în misiune.
În 1987, guvernul Franței (Francois Mitterand) i-a acordat Verei Atkins Legiunea de onoare pentru activitatea de coordonare și sprijinire a Rezistenței franceze și pentru aportul ei la eliberarea Franței de sub ocupația germană.